# شهرستان وکسفورد (میشیگان)
شهرستان وکسفورد، میشیگان (به انگلیسی: Wexford County, Michigan) یک سکونتگاه مسکونی در ایالات متحده آمریکا است که در میشیگان واقع شده‌است.